# Jeff Palmer
Pour les articles homonymes, voir Palmer.
Jeff Palmer, né le 27 mars 1975 à Los Angeles (Californie), est un acteur ayant participé à des films pornographiques gays. Palmer est également auteur-compositeur-interprète.

## Biographie

### Débuts
David Zuloaga nait de parents chrétiens évangéliques à Los Angeles, mais grandit à Mendoza en Argentine dès l'âge de deux ans. À 14 ans, il voit son premier film pornographique (avec Peter North) qui lui a donné envie de devenir une star du porno. Palmer part de chez lui à seize ans pour le Brésil, puis un an après pour l'Europe où il a eu sa première expérience gay avec un ami.

### Carrière dans le film pour adultes
À 19 ans, Palmer déménage à Miami, et un an plus tard il participe à son premier film pornographique pour Falcon Studios sous la direction de John Rutherford. Palmer travaille exclusivement pour Falcon Studios jusqu'en 1999. En 2001 il fait son retour dans une production de Pacific Sun Entertainment, Palmer's Lust.
Palmer revient vivre en Argentine en octobre 2009 après avoir vécu quelques années à Portland (dans l'Oregon). Il retourne vivre à Los Angeles en septembre 2010.

## Filmographie
- 1997 : Manhandlers (Falcon)
- 1997 : Heatwave (Falcon)
- 1997 : The Chosen (Falcon)
- 1998 : Fever (Falcon)
- 1998 : Betrayed (Falcon)
- 1999 : No Way Out (Falcon)
- 2001 : Palmer's Lust (Pacific Sun)
- 2002 : Jeff Palmer: Raw (Hot Desert Knights)
- 2002 : Jeff Palmer: Hardcore (Hot Desert Knights)
- 2003 : Bareback Leather Fuckfest (SX Video)
- 2005 : Barebacking with Jeff Palmer Volume 3: Gang Fucked (SX Video)
- 2006 : Bareback Boot Camp (SX Video)
- 2007 : Sleazers ll (SX Video)
- 2009 : LA Raw (Raw Riders Studios)

## Récompenses
- 1998 : Men In Video Award pour Most Seductive Eyes
- 1999 : Men In Video Award pour Best Top

## Discographie

### Singles
- Conectando (1999)
- Easy (2000)
- Rocktronico (2000)
- Gostoso (2001)
- Why? Porque? (2001)
- High (2001)

### Compilations
- Jeff Palmer's First Music Compilation (2002)
- Second Musical Compilation (2003)